# Nutrition végétale
La nutrition végétale est l'ensemble des processus qui permettent aux végétaux d'absorber dans le milieu et d'assimiler les éléments nutritifs nécessaires à leur différentes fonctions physiologiques : croissance, développement, reproduction...
Le principal élément nutritif intervenant dans la nutrition végétale est le carbone, tiré du dioxyde de carbone de l'air par les plantes autotrophes grâce au processus de la photosynthèse. Les plantes non chlorophylliennes, dites allotrophes ou hétérotrophes dépendent des organismes autotrophes pour leur nutrition carbonée.
La nutrition fait appel à des processus d'absorption de gaz et de solutions minérales soit directement dans l'eau pour les végétaux inférieurs et les plantes aquatiques, soit dans le cas des végétaux vasculaires dans la solution nutritive du sol par les racines ou dans l'air par les feuilles.
Les racines, la tige et les feuilles sont les organes de nutrition des végétaux vascularisés : ils constituent l'appareil végétatif ou encore appelée la partie aérienne 
Par les poils absorbants de ses racines, la plante absorbe la solution du sol, c'est-à-dire l'eau et les sels minéraux, qui constituent la sève brute (il arrive que les racines s'associent à des champignons pour mieux absorber la solution du sol, on parle alors de mycorhize).
Par les feuilles, là où la photosynthèse s'effectue, la plante reçoit des acides aminés et des sucres qui constituent la sève élaborée. Sous les feuilles, les stomates permettent l'évaporation d'une partie de l'eau absorbée (dioxygène : O2) et l'absorption du dioxyde de carbone (CO2).
Dans la tige, les deux types de sève circulent : la sève brute par le xylème et la sève élaborée par le phloème.
Pour vivre, les plantes ont besoin de :
- l'air (l'oxygène et le dioxyde de carbone) ;
- l'eau : nutrition hydrique ;
- les sels minéraux : nutrition minérale ;
- la lumière et la chaleur.

## Distribution
Les éléments absorbés ou synthétisés par la plante sont ensuite distribués par deux types de faisceaux constitués de vaisseaux situés dans les branches, les tiges et les nervures des feuilles :
- le xylème chez les angiospermes (ou le trachéide chez les gymnospermes), appelé bois, conduit la sève brute (dite montante), fortement concentrée en sels minéraux, depuis les racines jusqu'aux parties aériennes de la plante (feuilles, fleurs, fruits). Le moteur de cette circulation montante semble avoir trois causes distinctes :
  - la poussée racinaire ou pression osmotique (gradient de concentration de l'eau entre sol et xylème, qui crée une dépression aspirant la sève),
  - la capillarité (attraction de la sève le long de la paroi poreuse des vaisseaux),
  - l'évapotranspiration (évaporation de l'eau au niveau des feuilles lors de la photosynthèse, qui crée une dépression aspirant la sève) ;
- le phloème, appelé "liber", conduit la sève élaborée (dite "descendante" en été et en automne), fortement concentrée en sucres, depuis les parties photosynthétiques de la plante (feuilles matures) jusqu'aux parties non photosynthétiques (racines, fleurs, fruits). Le moteur de cette circulation descendante et latérale est la convection (ou courant de masse) issue des variations de pression hydrostatique induites par le gradient de concentration des sucres entre leurs lieux de production et le phloème. La circulation de la sève élaborée s'inverse et devient montante au printemps afin de transporter les réserves stockées dans les racines vers les organes en croissance (bourgeons).

Dans les parties aériennes de la plante, phloème et xylème ont également une organisation coaxiale permettant des échanges entre ces deux tissus, avec le phloème en position externe et le xylème en position interne.

## Éléments nutritifs
Les éléments nutritifs indispensables à la vie d'une plante peuvent être répartis en deux catégories : les macronutriments et les micronutriments.

### Macronutriments
Les macronutriments sont caractérisés par leurs concentrations supérieur à 0,1 % de la matière sèche. On y retrouve les principaux éléments nutritifs nécessaires à la nutrition des plantes, qui sont le carbone, l'hydrogène, l'oxygène et l'azote. Ces quatre éléments qui constituent la matière organique représentent plus de 90 % en moyenne de la matière sèche végétale, auxquels on ajoute les éléments utilisés comme engrais et amendements qui sont: le potassium, le calcium, le magnésium, le phosphore, ainsi que le soufre.
Les trois premiers macronutriments sont puisés dans l'air et dans l'eau. L'azote, bien que représentant 78 % de l'air atmosphérique, ne peut pas être utilisé directement par les plantes qui ne peuvent, à l'exception de certaines bactéries et algues, l'assimiler que sous forme minérale, principalement sous forme d'ions nitrate (NO3-). Cela explique l'importance de la nutrition azotée en nutrition végétale et son ajout comme engrais par les producteurs.
| Élément   | Symbole Chimique | Forme disponible pour les plantes                                          | Concentration adéquate dans un tissu sec en mg/kg | Fonctions |
| --------- | ---------------- | -------------------------------------------------------------------------- | ------------------------------------------------- | --- |
| Hydrogène | H                | {\displaystyle H_{2}O}                                                     | 60000                                             | L'hydrogène est nécessaire à la construction des sucres et par conséquent à la croissance. Il provient de l'air et de l'eau. |
| Carbone   | C                | {\displaystyle CO_{2}}                                                     | 450000                                            | Le carbone est le constituant majeur des plantes. On le retrouve dans le squelette de nombreuses biomolécules comme l'amidon ou la cellulose. Il est fixé grâce à la photosynthèse, à partir du dioxyde de carbone provenant de l'air, pour former des hydrates de carbone servant comme stockage d'énergie à la plante |
| Oxygène   | O                | {\displaystyle O_{2},H_{2}O,CO_{2}}                                        | 450000                                            | L'oxygène est nécessaire à la respiration cellulaire, le mécanisme de production d'énergie des cellules. On le retrouve dans de très nombreux autres composants cellulaires. Il provient de l'air. |
| Azote     | N                | {\displaystyle NO_{3}^{-},NH_{4}^{+}}                                      | 15000                                             | L'azote est le composant des acides aminés, des acides nucléiques, des nucléotides, de la chlorophylle, et des coenzymes. |
| Potassium | K                | {\displaystyle K^{+}}                                                      | 10000                                             | Le potassium intervient dans l'osmose et l'équilibre ionique, ainsi que dans l'ouverture et la fermeture des stomates; active également de nombreuses enzymes |
| Calcium   | Ca               | {\displaystyle Ca^{2}+}                                                    | 5000                                              | Le calcium est un composant de la paroi cellulaire; cofacteur d'enzymes; intervient dans la perméabilité des membranes cellulaires ; composant de la calmoduline, régulateur d'activités membranaires et enzymatiques.                                                                                                  |
| Magnésium | Mg               | {\displaystyle Mg^{2}+}                                                    | 2000                                              | Le magnésium est un composant de la chlorophylle; activateur de nombreuses enzymes. |
| Phosphore | P                | {\displaystyle H_{2}PO_{4}^{-}}, {\displaystyle \scriptstyle HPO_{4}^{2-}} | 2000                                              | On retrouve le phosphore dans les composés phosphatés transporteurs d'énergie (ATP, ADP), les acides nucléiques plusieurs coenzymes et les phospholipides. |
| Soufre    | S                | {\displaystyle \scriptstyle SO_{4}^{2-}}                                   | 1000                                              | Le soufre fait partie de certains acides aminés (cystéine, méthionine), ainsi que de la coenzyme A. |

### Micronutriments
Les micronutriments appelés aussi oligo-éléments ne dépassent pas les 0,01 % de la matière sèche. Ce sont le chlore, le fer, le bore, le manganèse, le zinc,le cuivre, le nickel, le molybdène, etc. Le défaut de certains de ces éléments peut déterminer des maladies de carence.
| Élément   | Symbole Chimique | Forme disponible pour les plantes                | Concentration adéquate dans un tissu sec en mg/kg | Fonctions |
| --------- | ---------------- | ------------------------------------------------ | ------------------------------------------------- | --- |
| Chlore    | Cl               | {\displaystyle Cl^{-}}                           | 100                                               | Le chlore intervient dans l'osmose et l'équilibre ionique; probablement indispensable aux réactions photosynthétiques produisant l'oxygène                        |
| Fer       | Fe               | {\displaystyle Fe^{3+}}, {\displaystyle Fe^{2+}} | 100                                               | Le fer est nécessaire à la synthèse de la chlorophylle; composant des cytochromes et de la nitrogénase                                                            |
| Bore      | B                | {\displaystyle H_{3}BO_{3}}                      | 20                                                | le bore intervient dans l'utilisation du calcium, la synthèse des acides nucléiques et l'intégrité des membranes.                                                 |
| Manganèse | Mn               | {\displaystyle Mn^{2+}}                          | 50                                                | le manganèse est l'activateur de certaines enzymes; nécessaire à l'intégrité de la membrane chloroplastique et pour la libération d'oxygène dans la photosynthèse |
| Zinc      | Zn               | {\displaystyle Zn^{2+}}                          | 20                                                | Le zinc est l'activateur ou composant de nombreuses enzymes |
| Cuivre    | Cu               | {\displaystyle Cu^{+},Cu^{2+}}                   | 6                                                 | Le cuivre est l'activateur ou composant de certaines enzymes intervenant dans les réactions d'oxydo-réduction                                                     |
| Nickel    | Ni               | {\displaystyle Ni^{2+}}                          | -                                                 | Le nickel forme la partie essentielle d'une enzyme fonctionnant dans le métabolisme                                                                               |
| Molybdène | Mo               | {\displaystyle \scriptstyle MoO_{4}^{2-}}        | 0,1                                               | le molybdène est nécessaire à la fixation de l'azote et à la réduction des nitrates                                                                               |